# 陈挽澜
陈挽澜（1913年—1982年），中国人民解放军将领、中国人民解放军开国少将。
曾任中国人民解放军广州军区后勤部财务部部长。1955年，授予中国人民解放军少将。